# Голям-Алі Хаддад Адель
Голям-Алі Хаддад Адель (перс. غلامعلی حداد عادل; 1945, Тегеран, Іран) — іранський державний діяч, голова Ісламської консультативної ради (парламент Ірану) з 6 червня 2004 по 2008. Перший в історії Ісламської республіки спікер парламенту, який не є представником духовенства. Член меджлісу двох скликань (2000, 2004) від тегеранського виборчого округу. Є президентом  Академії перської мови та літератури, членом Ради з Культурної революції та  Ради доцільності.

## Життєпис
До головування в парламенті обіймав посади заступника міністра культури, заступника міністра освіти, голови Академії перської мови та літератури.
Отримав ступінь  доктора філософії в Тегеранському університеті, бакалавр і магістр в області  фізики. Автор кількох кількох книг про іслам і численних публікацій. Крім того, Хаддад Адель — сват  Вищого керівника Ірану Алі Хаменеї (його дочка — дружина сина аятоли Моджтаба Хаменеї).